# Inger Klein Thorhauge
Inger Klein Thorhauge geborene Olsen (* 1967, auf den Färöer) ist die erste färöische Kapitänin eines Kreuzfahrtschiffes.
Inger Klein Thorhauges Vater arbeitete als Ingenieur in der Fischereiflotte von Färöer. Zum ersten Mal fuhr sie mit 16 Jahren zur See, als sie während ihrer Schulferien auf Frachtschiffen arbeitete. Thorhauge wollte sich hocharbeiten und absolvierte in Kopenhagen eine Ausbildung bei der Reederei DFDS Seaways. 1994 erhielt sie ihre Master-Lizenz und begann in der Kreuzfahrtbranche zu arbeiten. Sie kam 1997 als Zweite Offizierin an Bord der Vistafjord und arbeitete sich in den nächsten 13 Jahren nach oben. Als erste Frau schaffte sie es bis zur Kapitänin eines Schiffs der Cunard Line. 2010 wurde sie zur Kapitänin der MS Queen Victoria ernannt und anschließend 2011 zur Kapitänin der MS Queen Elizabeth. Die gebürtige Färöerin hat während ihrer Laufbahn zahlreiche Reisen um die ganze Welt unternommen. Seit 2022 arbeitete sie als erste Kapitänin des neuen Schiffs am Bau, der MS Queen Anne, die am 3. Mai 2023 ausgedockt wurde. 
Wenn sie nicht auf den Weltmeeren unterwegs ist, lebt Thorhauge in Svendborg in der Region Syddanmark in Dänemark.